# Vaghatur
Vaghatur es una localidad del raión de Goris, en la provincia de Syunik, Armenia, con una población censada en octubre de 2011 de 336 habitantes. 
Se encuentra ubicada en el centro-este de la provincia, a poca distancia del río Vorotán —afluente del río Aras, el cual, a su vez, lo es del Kurá— y de la frontera con Azerbaiyán.

## Toponimia
El pueblo se conocía anteriormente como Bayandur, un nombre tribal que se origina en la tribu Bayandur de los turcos Oghuz.

## Demografía

### Población
El Comité de Estadística de Armenia informó que su población era 476 en 2010, frente a 458 en el censo de 2001.